# 頬撫で

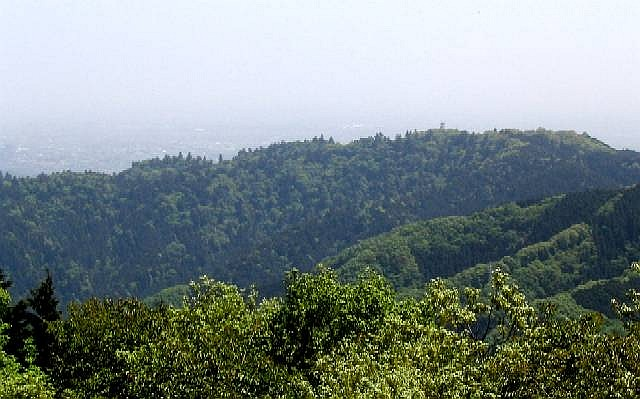
頬撫での伝わる高尾山

頬撫で（ほおなで）は、山梨県道志村大羽根に伝わる妖怪。民俗学者・伊藤堅吉による道志村の村史『道志七里』に記述があり、東京都の高尾山にも伝承がある。
人が夜中に谷間の小道などを通っていると、青白い手が現れて頬を撫でるというもの。夜露に濡れた枯れ尾花が頬に触れる様子を妖怪と見誤ったとの説もあるが、『道志七里』によると、頬撫でに遭ったという者は実際に青白い手が暗闇の中から現れたと証言していたという。肝試しのように、人間の肝を潰すことが目的で現れるともいう。
長野県北安曇郡池田町ではこうした怪異を顔撫ぜ（かおなぜ）または顔撫で（かおなで）といい、通行人の顔を冷たい手が撫でてくるが、頬撫でと違って姿が見えることは少ないという。
また宮城県伊具郡筆甫村（現・丸森町）でも、裏ノ沢から鷲ノ平へ行く途中にあるびっくり坂（びっくりざか）という場所を夜に通ると、冷たい手に顔を撫でられるという、同様の怪異が伝わっている。